# Tim Payne
Timothy John Payne (ur. 10 stycznia 1994 w Auckland) – nowozelandzki piłkarz występujący na pozycji napastnika. Zawodnik klubu Wellington Phoenix oraz reprezentacji Nowej Zealndii.

## Kariera klubowa
Payne karierę rozpoczynał w 2009 roku w zespole Auckland City z ASB Premiership. Spędził tam rok. W 2010 roku odszedł do Waitakere United. W 2011 roku zdobył z nim mistrzostwo ASB Premiership. Po tym sukcesie podpisał kontrakt z angielskim Blackburn Rovers z Premier League.

## Kariera reprezentacyjna
W 2011 roku Payne znalazł się w drużynie U-17 na Mistrzostwa Świata U-17, zakończone przez Nową Zelandię na 1/8 finału. W tym samym roku wziął udział w Mistrzostwach Świata U-20, z których Nowa Zelandia odpadła w fazie grupowej.
W pierwszej reprezentacji Nowej Zelandii zadebiutował 27 maja 2012 roku w wygranym 1:0 towarzyskim pojedynku z Hondurasem. W tym samym roku został powołany do kadry na Puchar Narodów Oceanii. Zagrał na nim w meczach z Papuą-Nową Gwineą (2:1), a także Wyspami Salomona w fazie grupowej (1:1) oraz w spotkaniu o 3. miejsce (4:3). Tamten turniej Nowa Zelandia zakończyła na 3. miejscu.
Payne znalazł się w zespole Nowej Zelandii U-23 na Letnie Igrzyska Olimpijskie 2012. Został powołany na Puchar Narodów Oceanii 2024.